# Strange Hobby
Strange Hobby è un album tributo del cantautore olandese Arjen Anthony Lucassen, pubblicato nel 1996 dalla Transmission Records.

## Descrizione
Contiene varie reinterpretazioni di brani di gruppi rock quali Pink Floyd, The Beatles, The Who e Status Quo registrati da Lucassen nel corso del 1996. L'edizione originaria del disco venne messa in commercio senza fornire alcuna informazione riguardo all'autore del disco, indicato semplicemente con un punto interrogativo. Al riguardo, lo stesso Lucassen ha spiegato:
Nel 2016 l'album è stato ripubblicato dalla Aluca Music (etichetta discografica di proprietà di Lucassen) con distribuzione Cherry Red Records e presenta quattro bonus track.

## Tracce
1. Arnold Layne – 2:59 (Syd Barrett) – originariamente interpretata dai Pink Floyd
2. Norwegian Wood – 2:07 (John Lennon, Paul McCartney) – originariamente interpretata dai The Beatles
3. Pictures of Matchstick Men – 3:10 – originariamente interpretata dagli Status Quo
4. I Am a Rock – 2:35 (Paul Simon) – originariamente interpretata da Simon & Garfunkel
5. Boris the Spider – 2:11 (John Entwistle) – originariamente interpretata dai The Who
6. (Further Reflections) In the Room of Percussion – 3:11 (Peter Daltrey, Eddy Pumer) – originariamente interpretata dai Kaleidoscope
7. Sunny Afternoon – 3:29 (Ray Davies) – originariamente interpretata dai The Kinks
8. See Emily Play – 2:41 (Syd Barrett) – originariamente interpretata dai Pink Floyd
9. For No One – 2:02 (John Lennon, Paul McCartney) – originariamente interpretata dai The Beatles
10. I Want You – 2:38 (Bob Dylan) – originariamente interpretata da Bob Dylan
11. Bus Stop – 3:05 (Graham Gouldman) – originariamente interpretata dai The Hollies
12. Flowers in the Rain – 2:10 (Roy Wood) – originariamente interpretata dai The Move
13. The Letter – 2:08 (Wayne Thompson) – originariamente interpretata dai The Box Tops
14. Ride a White Swan – 2:17 (Marc Bolan) – originariamente interpretata dai T. Rex
15. Sloop John B. – 2:57 (Brian Wilson) – originariamente interpretata dai The Beach Boys
16. Daydream Believer – 2:42 (John Stewart) – originariamente interpretata dai The Monkees
17. Catch the Wind – 1:59 (Donovan) – originariamente interpretata da Donovan
18. Ice in the Sun – 2:25 (Marty Wilde, Ronnie Scott) – originariamente interpretata dagli Status Quo

Tracce bonus nella riedizione del 2016
1. Pretty Girls – 2:41 (Arjen Lucassen)
2. In the Room of Percussion (feat. Peter Daltrey) – 2:59 (Peter Daltrey, Eddy Pumer) – originariamente interpretata dai Kaleidoscope
3. Last Train to Clarkesville – 2:27 (Tommy Boyce, Bobby Hart) – originariamente interpretata dai The Monkees
4. Ruby Tuesday – 2:48 (Mick Jagger, Keith Richards) – originariamente interpretata dai The Rolling Stones

## Formazione
- Arjen Lucassen – voce, strumentazione, produzione, registrazione, missaggio
- Chris Blair – mastering